# أه هاه هر
أه هاه هر (بالإنجليزية: Uh Huh Her)‏ هي فرقة إندي/ روك/إليكتروبوب تم تشكيلها في يناير 2007. جاء اسم الفرقة من ألبوم للفنان بي جاي هرفي، بعنوان Uh Huh" Her". أرادت الفرقة تغيير اسمها عدة مرات إلى UHH (ينطق على حدى "U-H-H") بدلا عن اسم "Uh Huh Her" كاملا، معتبرين أن الاسم الأصلي يبدو جيدًا أكثر عند الكتابة ، ولكن من غير الملائم نطقه. وليس من الواضح في هذا الوقت ما إذا كان تغيير الاسم سيكون رسميًا في أي وقت.

## روابط خارجية
- أه هاه هر على موقع IMDb (الإنجليزية)
- أه هاه هر على موقع ميوزك برينز (الإنجليزية)
- أه هاه هر على موقع ديسكوغز (الإنجليزية)